# Asazuki (PLH-35)
L'Asazuki (PLH-35) est un patrouilleur de classe Reimei des garde-côtes du Japon.

## Conception
La classe Reimei est équipée de deux canons automatiques. Les affûts de canons automatiques de 40 mm sont remplacés par des Mk4, plus légers que les Mk3 de l'Akitsushima, les deux utilisables avec des directeurs optiques.
Les installations aéronautiques sont les mêmes que celles de l'Akitsushima, avec la capacité de transporter deux hélicoptères Airbus Helicopters H225 Super Puma, bien qu'un seul hélicoptère est normalement transporté sur ce navire.

## Construction et carrière
L'Asazuki a été mis en chantier le 25 février 2019 et lancé le 15 décembre 2020 par Mitsubishi à Shimonoseki. Il a été mis en service le 12 novembre 2021,,.